# Konfessionella skolor
Konfessionella skolor är skolor som antingen har en religiös komponent i sin läroplan eller som existerar främst för dess religiösa inriktning.